# Anthreptes anchietae
Anthreptes anchietae е вид птица от семейство Nectariniidae.

## Разпространение
Видът е разпространен в Ангола, Демократична република Конго, Малави, Мозамбик, Танзания и Замбия.